# Alstroemeria brasiliensis
Alstroemeria brasiliensis là một loài thực vật có hoa trong họ Alstroemeriaceae. Loài này được Spreng. miêu tả khoa học đầu tiên năm 1825.